# Валя-луй-Міхай (Алба)
Валя-луй-Міхай (рум. Valea lui Mihai) — село у повіті Алба в Румунії. Входить до складу комуни Вінцу-де-Жос.
Село розташоване на відстані 271 км на північний захід від Бухареста, 10 км на південний захід від Алба-Юлії, 84 км на південь від Клуж-Напоки.

## Населення
За даними перепису населення 2002 року у селі проживали 40 осіб, усі — румуни. Усі жителі села рідною мовою назвали румунську.